# 클리노미터
클리노미터(영어: clinometer)는 지질 조사를 위해 주향과 경사를 측정하는 도구이다.

## 주향 측정 방법
지층면과 수평면의 교선(주향선)이 가리키는 방향으로, 지층면에 클리노미터의 긴 모서리를 수평으로 대고 북쪽을 기준으로 자침이 가리키는 바깥쪽 눈금을 읽는다. 클리노미터에서 읽은 주향은 조사 지역의 편각을 고려하여 보정한다. 

## 경사 측정 방법
경사각은 지층면과 수평면이 이루는 각으로, 주향선에 수직이 되도록 클리노미터의 긴 모서리가 있는 면을 밀착시킨 후 경사추가 가리키는 안쪽 눈금을 읽는다. 지층면이 기울어진 방향인 경사 방향은 주향에 직각으로 실제 방위에서 판단한다. 

## 주향의 표시
주향은 진북을 기준으로 하여 주향선이 동쪽 또는 서쪽으로 몇 도(°) 돌아가 있는지를 나타낸다. 예를 들어, 주향선이 진북을 기준으로 30° 동쪽으로 돌아가 있다면 주향은 N30°E이다.